# Sungai Kelelawar
Sungai Kelelawar is een bestuurslaag in het regentschap Kuantan Singingi van de provincie Riau, Indonesië. Sungai Kelelawar telt 312 inwoners (volkstelling 2010).